# White Rabbit (canción)
«White Rabbit» es una canción de Jefferson Airplane, pertenece a los primeros movimientos del rock psicodélico. Fue publicada en el álbum Surrealistic Pillow de 1967, que fue uno de los discos que marcó el Verano del amor; el sencillo de esta canción llegó al puesto número 8 de las listas de Estados Unidos, y está incluida en la lista de las 500 mejores canciones de todos los tiempos que confeccionó la revista Rolling Stone en 2004, en el puesto número 478. Fue escrita por su vocalista Grace Slick para su banda The Great Society en 1966, pero la introdujo en el repertorio de su nueva banda cuando cambió en octubre de este mismo año.
Esta canción fue una de sus primeras canciones: la escribió entre 1965 y 1966. En esta canción describe los paralelismos entre Alicia y el País de las Maravillas y A través del espejo y lo que Alicia encontró allí de Lewis Carroll, con los efectos del LSD, con el cual había experimentado: así, menciona al personaje que da título a la canción, la oruga que fuma, la persecución del conejo blanco, comer setas para hacer cambiar de opinión, el cambio de tamaño producido por comer dulces y beber bebidas o la Reina Roja. Esta idea no es nueva, ya que dentro del rock psicodélico había una corriente por esta época que afirmaba que Carroll intentó en su obra describir los efectos de las drogas alucinógenas en las personas de forma metafórica, describiendo cómo una niña se introduce en un mundo mágico.
Como ella misma explicó, este libro, entre otros, era una forma de mostrar a los padres que había que ser tolerantes con las drogas, ya que ayudan entre otras cosas a mejorar la visión que tenemos del mundo y de la realidad, haciéndonos ver cosas que de otra forma no veríamos o no llegaríamos a comprender. Además, durante la década de los años 60 el consumo de drogas era un requisito para la pertenencia a un grupo: por ejemplo, uno de los rituales con los cuales alguien pasaba a ser aceptado como hippie era experimentar con LSD.
Por su referencia implícita a las drogas (era una de las primeras canciones que se atrevía a mencionarlas, aunque de forma oscura) llegó a ser censurada en la radio estadounidense. Marty Balin dijo que consideraba esta canción como una obra maestra (esta opinión se puede encontrar en el sitio web del grupo).
Musicalmente, la canción tiene un crescendo similar al del Bolero de Ravel, combinado con distorsiones sensoriales, y en el tempo de la canción, que imitan los efectos de drogas psicodélicas como el LSD y el peyote. El ritmo básico de la canción fue utilizado más tarde por artistas como Madonna, Collide, Emiliana Torrini  o Grace Potter And The Nocturnals. En 1972 George Benson grabó con CTI una versión de jazz de este tema que también dio título a su álbum "White Rabbit".
En el año 2021 fue ultizada en la película The Matrix Resurrections.